# Craniopagus parasiticus

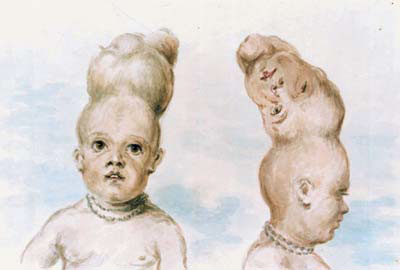

Craniopagus parasiticus är en mycket ovanlig missbildning, där ett barn föds med ett extra huvud. Huvud är en outvecklad siamesisk tvilling som lever som en parasit på den fullt utvecklade tvillingen.
Det är få barn med craniopagus parasiticus som överlever födseln, det finns endast tre kända fall där barnen överlevt. Inte i något fall har barnen uppnått vuxen ålder. Det äldsta fallet är en pojke som föddes 1783 i Bengalen, han dog fem år gammal av ett kobrabett. På senare tid finns två kända fall: I december, 2003, föddes en flicka vid namn Rebeca Martínez i Dominikanska republiken. Ett försök att avskilja tvillinghuvudet gjordes genom operation i februari, 2004, Rebeca överlevde inte operationen. I mars 2004, föddes egyptiska Manar Maged. I detta fall lyckades operationen, men Manar drabbades av en infektion och dog ett år gammal. Manars tvilling kunde både le, blinka, gråta och dia, men då tvillingen inte hade en egen utvecklad kropp var den beroende av syre och näringsämnen från Manar.